# Presidente del Consejo Superior de Deportes
El presidente del Consejo Superior de Deportes, también llamado secretario de Estado para el Deporte, es un alto cargo de la Administración General del Estado, con rango de secretario de Estado, que ejerce la representación y superior dirección del Consejo Superior de Deportes (CSD).
La suplencia del presidente del Consejo Superior de Deportes en los casos de vacante, ausencia y enfermedad corresponde al director general de Deportes.

## Funciones
Además de lo ya mencionado, le corresponde:
1. Presidir la Comisión Directiva del organismo.
2. Impulsar, coordinar y supervisar las actividades de los órganos directivos y unidades del organismo.
3. Acordar con las federaciones deportivas españolas, sus objetivos y sus programas deportivos, en especial los de deporte de alto nivel, presupuestos y estructuras orgánicas y funcionales de aquéllas.
4. Conceder las subvenciones económicas y préstamos reembolsables que procedan con cargo a los presupuestos del organismo.
5. Autorizar o denegar la celebración en territorio español de competiciones deportivas oficiales de carácter internacional, así como la participación de las selecciones españolas en las competiciones internacionales. Todo ello sin perjuicio de las atribuciones que correspondan a otras autoridades, organismos y entidades.
6. Autorizar los gastos plurianuales de las federaciones deportivas en los supuestos reglamentariamente previstos, determinar el destino de su patrimonio, en caso de disolución, y autorizar el gravamen y enajenación de sus bienes inmuebles cuando éstos hayan sido financiados total o parcialmente con fondos públicos del Estado.
7. Autorizar la adquisición de valores de las sociedades anónimas deportivas en los términos establecidos en la Ley 10/1990, de 15 de octubre, del Deporte, y ejercer la potestad sancionadora prevista respecto a las sociedades anónimas deportivas.
8. Conceder las distinciones, condecoraciones y demás premios deportivos del Consejo Superior de Deportes.
9. Administrar el patrimonio del Consejo Superior de Deportes, autorizar y disponer los gastos del organismo, así como reconocer las obligaciones y ordenar los pagos; autorizar las modificaciones de crédito que procedan; celebrar los contratos propios de la actividad del organismo; y dictar en su nombre los actos administrativos.
10. Formular y aprobar las cuentas anuales, así como su rendición al Tribunal de Cuentas por conducto de la Intervención General de la Administración del Estado y aprobar el anteproyecto de presupuesto del organismo.
11. Ejercer las demás facultades y prerrogativas que le atribuyan las disposiciones legales vigentes y, en particular, desempeñar aquellas otras funciones que no estén expresamente encomendadas a la Comisión Directiva.

El presidente del Consejo Superior de Deportes ejercerá, asimismo, en la gestión del organismo, cualquier otra función, facultad o prerrogativa que atribuyan al Ministerio de Educación, Formación Profesional y Deportes las disposiciones en vigor en materia de personal, presupuesto, servicios y contratación, con excepción del ejercicio de las relaciones institucionales con las Cortes Generales y con el Gobierno que correspondan al ministro titular del departamento.
Asimismo, el presidente del CSD es el canciller de la Real Orden del Mérito Deportivo.

## Historia

### Delegado Nacional de Deportes
El presidente del CSD tiene, como antecesor directo, a la figura del delegado nacional de Deportes, órgano superior de la extinta Delegación Nacional de Deportes, que realizó una tarea similar durante la dictadura de Francisco Franco. Este organismo desapareció en abril de 1977, siendo reemplazado brevemente por el organismo autónomo Centro Superior de Educación Física y Deportes y la Dirección General de Educación Física y Deportes.

### Dirección General y Presidencia del CSD
Posteriormente, en agosto de 1977 se creó el actual Consejo Superior de Deportes (CSD). En los primeros años de vida del CSD, este cargo se denominó director general del Consejo Superior de Deportes, con rango de director general, puesto que la presidencia original le correspondía al ministro de Cultura.
Tras la aprobación de la Ley 13/1980, de 31 de marzo, General de la Cultura Física y del Deporte, el director ejecutivo del CSD pasó a tener rango de secretario de Estado y a denominarse «presidente del Consejo Superior de Deportes».

## Lista de presidentes
A los efectos de esta tabla, se tiene en cuenta la fecha en la que el Consejo de Ministros acordó su nombramiento o cese, no la toma de posesión efectiva.
| Titular (Nac.–Fall..)                                                       | Titular (Nac.–Fall..)                      | Mandato                 | Mandato                   | Mandato                 | Presidente del Gobierno (Mandato) | Presidente del Gobierno (Mandato)        | Monarca (Mandato)             | Ref.          |
| Titular (Nac.–Fall..)                                                       | Titular (Nac.–Fall..)                      | Nombramiento            | Cese                      | Duración                | Presidente del Gobierno (Mandato) | Presidente del Gobierno (Mandato)        | Monarca (Mandato)             | Ref.          |
| --------------------------------------------------------------------------- | ------------------------------------------ | ----------------------- | ------------------------- | ----------------------- | --------------------------------- | ---------------------------------------- | ----------------------------- | ------------- |
| Director general del CSD (1977-1980) / Presidente del CSD (1980-actualidad) |                                            |                         |                           |                         |                                   |                                          |                               |               |
|                                                                             | Benito Castejón Paz (1928-2019)            | 8 de septiembre de 1977 | 25 de enero de 1980       | 2 años y 139 días       |                                   | Adolfo Suárez (1976-1981)                | Juan Carlos I (1975-2014)     | [ 10 ] [ 11 ] |
|                                                                             | Jesús Hermida Cebreiro (1933-)             | 25 de enero de 1980     | 15 de diciembre de 1982   | 2 años y 324 días       |                                   | Adolfo Suárez (1976-1981)                | Juan Carlos I (1975-2014)     | [ 10 ] [ 11 ] |
|                                                                             | Jesús Hermida Cebreiro (1933-)             | 25 de enero de 1980     | 15 de diciembre de 1982   | 2 años y 324 días       | Leopoldo Calvo-Sotelo (1981-1982) | [ 12 ] [ 13 ]                            | Juan Carlos I (1975-2014)     |               |
|                                                                             | Romà Cuyàs Sol (1938-2019)                 | 15 de diciembre de 1982 | 9 de enero de 1987        | 4 años y 25 días        |                                   | Felipe González (1982-1996)              | Juan Carlos I (1975-2014)     | [ 14 ] [ 15 ] |
|                                                                             | Javier Gómez Navarro (1945-)               | 9 de enero de 1987      | 20 de julio de 1993       | 6 años y 181 días       | [ 16 ] [ 17 ]                     | Felipe González (1982-1996)              | Juan Carlos I (1975-2014)     |               |
|                                                                             | Rafael Cortés Elvira (1953-)               | 23 de julio de 1993     | 10 de mayo de 1996        | 2 años y 292 días       | [ 18 ] [ 19 ]                     | Felipe González (1982-1996)              | Juan Carlos I (1975-2014)     |               |
|                                                                             | Pedro Antonio Martín Marín (1949-)         | 10 de mayo de 1996      | 17 de julio de 1998       | 2 años y 68 días        |                                   | José María Aznar (1996-2004)             | Juan Carlos I (1975-2014)     | [ 20 ] [ 21 ] |
|                                                                             | Santiago Fisas Ayxelá (1948-)              | 17 de julio de 1998     | 22 de enero de 1999       | 189 días                | [ 22 ] [ 23 ]                     | José María Aznar (1996-2004)             | Juan Carlos I (1975-2014)     |               |
|                                                                             | Francisco Villar García-Moreno (1948-2011) | 22 de enero de 1999     | 5 de mayo de 2000         | 1 año y 104 días        | [ 24 ] [ 25 ]                     | José María Aznar (1996-2004)             | Juan Carlos I (1975-2014)     |               |
|                                                                             | Juan Antonio Gómez-Angulo (1953-)          | 12 de mayo de 2000      | 18 de abril de 2004       | 3 años y 343 días       | [ 26 ] [ 27 ]                     | José María Aznar (1996-2004)             | Juan Carlos I (1975-2014)     |               |
|                                                                             | Jaime Lissavetzky (1951-)                  | 19 de abril de 2004     | 1 de abril de 2011        | 6 años y 347 días       |                                   | José Luis Rodríguez Zapatero (2004-2011) | Juan Carlos I (1975-2014)     | [ 28 ] [ 29 ] |
|                                                                             | Albert Soler Sicilia (1966-)               | 1 de abril de 2011      | 7 de octubre de 2011      | 189 días                | [ 30 ] [ 31 ]                     | José Luis Rodríguez Zapatero (2004-2011) | Juan Carlos I (1975-2014)     |               |
|                                                                             | Miguel Cardenal Carro (1968-)              | 13 de enero de 2012     | 19 de junio de 2014       | 4 años y 310 días       |                                   | Mariano Rajoy (2011-2018)                | Juan Carlos I (1975-2014)     | [ 32 ] [ 33 ] |
| 19 de junio de 2014                                                         | Miguel Cardenal Carro (1968-)              | 18 de noviembre de 2016 | Felipe VI (2014-presente) | 4 años y 310 días       |                                   | Mariano Rajoy (2011-2018)                |                               | [ 32 ] [ 33 ] |
|                                                                             | José Ramón Lete (1957-)                    | 18 de noviembre de 2016 | Felipe VI (2014-presente) | 22 de junio de 2018     | 1 año y 216 días                  | Mariano Rajoy (2011-2018)                | [ 34 ] [ 35 ]                 |               |
|                                                                             | María José Rienda (1975-)                  | 22 de junio de 2018     | Felipe VI (2014-presente) | 29 de enero de 2020     | 1 año y 221 días                  |                                          | Pedro Sánchez (2018-presente) | [ 36 ] [ 37 ] |
|                                                                             | Irene Lozano (1971-)                       | 29 de enero de 2020     | Felipe VI (2014-presente) | 30 de marzo de 2021     | 1 año y 60 días                   | [ 38 ] [ 39 ]                            | Pedro Sánchez (2018-presente) |               |
|                                                                             | José Manuel Franco (1957-)                 | 30 de marzo de 2021     | Felipe VI (2014-presente) | 13 de junio de 2023     | 2 años y 75 días                  | [ 40 ] [ 41 ]                            | Pedro Sánchez (2018-presente) |               |
|                                                                             | Víctor Francos Díaz (1979-)                | 13 de junio de 2023     | Felipe VI (2014-presente) | 19 de diciembre de 2023 | 189 días                          | [ 42 ]                                   | Pedro Sánchez (2018-presente) |               |
|                                                                             | José Manuel Rodríguez Uribes (1968-)       | 19 de diciembre de 2023 | Felipe VI (2014-presente) | En el cargo             | 1 año y 80 días                   | [ 43 ]                                   | Pedro Sánchez (2018-presente) |               |